# Быков, Василий Александрович
Василий Александрович Быков (1941 ― 2016) ― советский и российский педагог, доктор педагогических наук, кандидат биологических наук, профессор Смоленской государственной академии физической культуры, спорта и туризма.

## Биография
Василий Александрович Быков родился 25 декабря 1941 года. В 1967 году он с отличием окончил Смоленский государственный институт физической культуры, после чего преподавал в нём всю оставшуюся жизнь. Работал ассистентом, доцентом на кафедре плавания, в 1973—1978 годах был заведующим кафедрой водных видов спорта. Уйдя с руководящей должности, продолжал преподавать сначала в качестве доцента, затем в качестве профессора этой же кафедры.
Умер 23 августа 2016 года, похоронен на Новом кладбище Смоленска.

## Научная деятельность
Являлся признанным специалистом в области теории и методики спортивного плавания. Опубликовал в общей сложности более 48 научных работ, в том числе ряд учебных пособий для студентов высших учебных заведений физической культуры и спорта. В 1971 году защитил диссертацию на соискание учёной степени кандидата биологических наук. В 2003 году стал доктором педагогических наук, защитив диссертацию по теме: «Инновационная система ускоренного обучения плаванию, спортивной тренировки и оздоровления студенток высших учебных заведений физической культуры». На протяжении ряда лет руководил аспирантурой Смоленского государственного института физической культуры, был доцентом кафедры управления, экономики и оздоровительной физической культуры.